# 宮下純夫
宮下 純夫（みやした すみお）は、日本の地質学者。新潟大学名誉教授。元日本地質学会会長。

## 人物・経歴
北海道江別市出身。1979年北海道大学大学院理学研究科地質学鉱物学専攻修了、理学博士。1987年新潟大学理学部助手。1991年新潟大学理学部助教授。1994年日本岩石鉱物鉱床学会評議員、日本地質学会論文賞受賞。1998年新潟大学理学部教授。2003年日本地球掘削科学コンソーシアム理事。2008年日本地質学会学会長。新潟大学災害・復興科学研究所副所長を経て、2012年退職、新潟大学フェロー。